# Ernest Chuard
Ernest Chuard (Corcelles-près-Payerne, 31 luglio 1857 – Losanna, 9 novembre 1942) è stato un politico svizzero.
Nel dicembre 1919 è stato eletto nel Consiglio federale svizzero, rimanendovi fino al dicembre 1928. Nel corso del suo mandato ha diretto il Dipartimento federale dell'interno.
Era rappresentante del Partito Liberale Radicale.
Ha ricoperto la carica di Presidente della Confederazione svizzera nel 1924.